# Apple I
Apple I  bilo je prvo računalo koje je 1976. razvio Steve Wozniak, a proizvodila ga je američka tvrtka Apple.
Koristilo je televizijski prijamnik kao monitor, imalo osnovnu rutinu u ROM-u koju je pokretalo računalo pri uključenju, dok je za spremanje i učitavanje podataka korišteno sučelje prema kasetofonu. Brzina čitanja i upisivanja na kasetu bila je 1200 bit/s. Apple I je bio jednostavno računalo u rangu s KIM-1.
Ukupno je sastavljeno oko 200 primjeraka.

## Vanjske poveznice
- Klub vlasnika Apple I
- Replica-1 - Kopija Apple I  Arhivirana inačica izvorne stranice od 18. rujna 2020. (Wayback Machine)
- Apple I Priručnik za korisnike